# EMA (elektromobil)
EMA (zkratka z elektrický městský automobil) byl projekt elektromobilů vyvíjených v Československu od roku 1968 přibližně do druhé poloviny sedmdesátých let 20. století.

## EMA 1
Vývoj elektromobilu určeného pro městský provoz začal v roce 1968 ve Výzkumném ústavu elektrických strojů točivých v Brně ve spolupráci s katedrou motorových vozidel VUT. První funkční vzorek s provizorní karoserií bez dveří, který měl ověřit navržený pohon a jízdní vlastnosti, byl sestrojen v roce 1969. Druhý funkční vzorek, který již zahrnoval plnohodnotnou karoserii, byl dokončen v roce 1970.
Elektromobil byl poháněn dvěma stejnosměrnými elektromotory. Každý elektromotor o výkonu 2 kW poháněl jedno kolo zadní nápravy přes stálý převod 1:6,8. Elektromotory byly napájeny olověnými akumulátory o napětí 96 V s kapacitou 88 Ah přes tyristorový pulzní regulátor. Akumulátory o hmotnosti 284 kg byly umístěny pod předními sedadly. Celková hmotnost vozidla byla 860 kg. Maximální rychlost byla 50 km/h, zrychlení z 0 na 40 km/h 11 s a dojezd 30–50 km. Brzdový systém sestával z kapalinových bubnových brzd na každém kole. Zadní bubnové brzdy sloužily také jako mechanická parkovací brzda. Elektromotory na zadní nápravě, které poháněly vozidlo, byly určeny rovněž k brzdění, při kterém dobíjely akumulátory rekuperací. Kola byla uložena nezávisle na klikových polonápravách s vinutými pružinami a teleskopickými tlumiči s pryžovými dorazy. Třídveřová karoserie byla samonosná ocelová. Boční dveře u řidiče a spolujezdce se otevíraly proti směru jízdy, zadní dveře zavazadlového prostoru se vyklápěly vzhůru.
V roce 1976 byl druhý funkční vzorek EMA 1 předán do Technického muzea v Brně.

## EMA 2

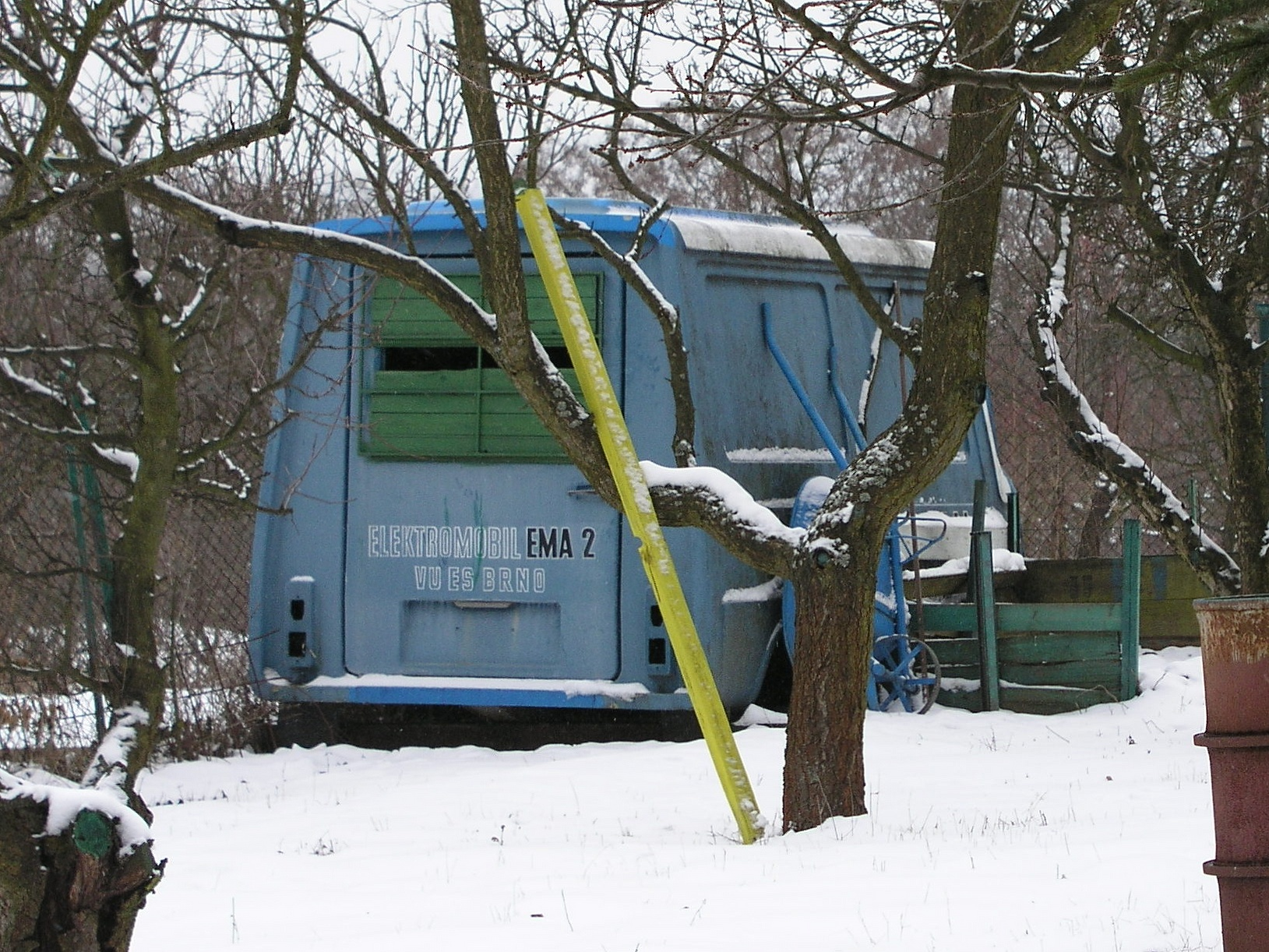
Laminátová nástavba dodávky EMA 2 sloužila několik let jako zahradní chatka v zahrádkářské kolonii na okraji Brna (stav v roce 2004)

Ve spolupráci Výzkumného ústavu elektrických strojů točivých v Brně s katedrou motorových vozidel VUT vznikl v roce 1971 funkční vzorek tzv. rozvážkového elektromobilu EMA 2 o nosnosti 1000 kg. Základem elektromobilu EMA 2 byly komponenty východoněmeckého dodávkového automobilu Barkas B1000 ve valníkovém provedení (nápravy, převodovka s využitím pouze prvního a druhého rychlostního stupně a zpátečky, rozvodovka, přední část rámu s ovládáním, kabina řidiče). Stejnosměrný elektromotor s tyristorovou pulzní regulací, napájený olověnými akumulátory o napětí 96 V s kapacitou 300 Ah, poháněl přes převodovku a rozvodovku přední nápravu. Akumulátory byly umístěny ve dvou blocích po obou stranách vozidla mezi nápravami pod valníkovou ložnou plochou. Pohotovostní hmotnost vozidla byla 2100 kg, maximální rychlost 40 km/h a dojezd 50 km.
V letech 1974–1975 vznikly další dvě varianty EMA 2 — skříňová dodávka a mikrobus. Oba vozy měly laminátovou karoserii a elektromotor poháněl přední nápravu přes stálý převod. Rychlost se zvýšila na 65 km/h a dojezd na 60–100 km. Mikrobus mohl převážet kromě řidiče a spolujezdce 8 pasažérů.
Dalším vývojem a výrobou bylo v rámci RVHP direktivně pověřeno Bulharsko, kde však nebyly žádné zkušenosti a projekt byl ukončen. Prototyp mikrobusu EMA 2 byl umístěn do depozitáře Technického muzea v Brně.